# 馬里亞尼夫卡 (巴什坦卡區)
47°16′47″N 32°21′28″E / 47.27972°N 32.35778°E
馬里亞尼夫卡（烏克蘭語：Мар'янівка），是烏克蘭的村落，位於該國南部尼古拉耶夫州，由巴什坦卡區負責管轄，面積0.11平方公里，海拔高度59米，2001年人口421，人口密度每平方公里3,827.3人。